# Arno Jehli
Arno Jehli (* 30. März 1950 in Sils im Domleschg, Graubünden) ist ein Schweizer Musiker, Kapellmeister und Komponist.
Seine Instrumente sind ein Akkordeon und ein Schwyzerörgeli. 1968 war er Mitbegründer der Ländlerkapelle Oberalp, deren Leitung er später auch übernahm. Die Kapelle erhielt diesen Namen indirekt vom gleichnamigen Pass, da der damalige Kapellmeister Silvio Caluori in Chur an der Oberalpstrasse wohnte. Die Kapelle pflegt den Bündnerstil.
Arno Jehli war bis zu seiner Pensionierung Büroangestellter und Archivar bei der Uhde Inventa-Fischer AG.

## Die etwas andere Ländlerkapelle
Nach zehnjährigem Bestehen lernten die Musikanten die Cocotara-Steelband kennen, mit der sie einen Tonträger aufnahmen. Weitere Tonträger folgten mit einem Streicherensemble, den Saxi-Dreamers u. v. a. Die Formation traditionellen Ländler und experimentiert mit anderen Musikstilen.

### Aus der Diskografie
- Grüezi wohl, Trinidad; Gast: Cocotara Steelband
- Ländler in Classic; Gast: Ein Streicherensemble
- Saxi-Ländler; 3 Tonträger; Gast: Saxi-Dreamers
- 15 Jahre Ländlerkapelle Oberalp
- Ländler-Party; Gast: Oberalp-Musikanten, Bigband
- 20 Jahre Ländlerkapelle Oberalp - Schottisch isch Trumpf
- Spiel Bouzouki; Gast: Mikonos Trio
- Ländlerkapelle Oberalp spielt Classic; Gast: Ein Streicherensemble
- Ländlerkapelle Oberalp und Los Duendes Paraguayos
- Alpeländlerisch
- Musig a so wie früener
- Das waren noch Zeiten
- Züchend Rinderherde; Gäste: Tommy Mustac, Adrian Eugster und Andere; bekannte volkstümliche Schlager in Bündner Mundart bearbeitet
- Volldampf mit d’r Oberalp
- Guati Luune
- Weisch no? (Weisst du noch?); bekannte volkstümliche Schlager in Bündner Mundart bearbeitet
- Lueg e mol; Gast: Domingo Rey y Los Brillantes Paraguayos

## Eigenkompositionen
Arno Jehli komponierte eine große Zahl von Stücken, viele davon zusammen mit anderen Musikern, unter anderem im Bereich des traditionellen Ländlers mit Jakob Baumgartner von der Grüezi Schallplatten AG in Siebnen. Raivo Tammik war langjähriger Arrangeur und Mitkomponist für Experimente der Kapelle.
Jehli komponierte unter anderem einen Bundesrat-Blocher-Marsch. Zu seinen bedeutendsten Eigenkompositionen gehören:
- die Kuckuckspolka,
- der Ländler in Classic,
- der Saxi-Schottisch,
- der Slow-Fox Blue Hawaii,
- der Marsch Am FC Grischuna Basel,
- der Marsch-Fox Sunnaschin im Engadin,
- der Marsch Der Avener Puur in Singapur,
- der Ländler Rundi Absätz.

## Arno & Carlo
Unter dem Namen „Arno und Carlo“ interpretiert er mit Carlo Brunner volkstümliche Unterhaltungsmusik, teils mit traditionellem Ländler.

## Auszeichnung
- Goldener Violinschlüssel, 2018